# 理查·海爾賽·貝斯特
理查·海爾賽·貝斯特（1910年3月24日—2001年10月28日）少校，美國海軍俯衝轟炸機飛行員，曾在第二次世界大戰期間於企業號航空母艦上的第6轟炸機中隊（VB-6）擔任中隊長，其最知名的事跡是在中途島海戰期間率領其中隊時，駕駛自己的俯衝轟炸機重創日本海軍的兩艘航空母艦赤城號和飛龍號，他是世界軍事史上單日擊傷兩艘航母的的两名飞行员之一，另一位是諾曼·克萊斯。

## 早年軍事生涯（1928年–1941年）
貝斯特在1928年入讀美國海軍學院，並在四年後以優異的成績畢業。他之後曾在里奇蒙號輕巡洋艦上服役兩年。1934年，貝斯特成為彭薩科拉海軍航空基地的海軍航空學員，並在隔年的12月完成飛行訓練。在完成任務後，他獲分派至駐在列星頓號航空母艦的第2戰鬥機中隊，擔任F2F戰鬥機的駕駛員。1938年6月，貝斯特獲告知要在加入巴拿馬或夏威夷的巡邏中隊，或成為彭薩科拉基地的飛行教練間作選擇，其最終選擇後者，並被指派到第五訓練中隊。經過一年多的教練經歷後，貝斯特決定成為一名俯衝轟炸機飛行員，並提出以這個身份前往太平洋艦隊服役的請求。
1940年5月31日，貝斯特收到加入駐紮在企業號航空母艦上第6轟炸機中隊（VB-6）的命令。同月6月10日，他到達位於北島海軍航空站的中隊基地後隨即被任命為該中隊的海軍飛行官（第三指揮官）。1942年初時，太平洋戰爭爆發，貝斯特獲升遷至副中隊長（XO），地位僅次於其美國海軍學院的好友威廉·「霍利」·霍林斯沃思（William "Holly" Hollingsworth）。在中途島海戰期間，他成為了中隊長。

## 太平洋戰爭（1941年–1944年）

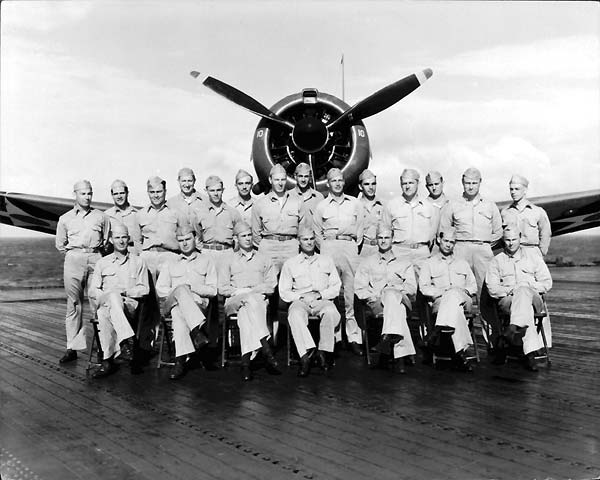
1942年的VB-6中隊，貝斯特為前排坐者左數第三位

貝斯特在1942年2月1日首次以俯衝轟炸機飛行員的身份出動，在當天黃昏指揮VB-6中隊空襲停泊在瓜加林環礁的日軍船艦，並在午夜之前帶領八架來自VB-6和一架來自VS-6的SBD無畏式俯衝轟炸機轟炸塔羅阿島和馬洛埃拉普環礁。同月24日，貝斯特作為企業號航空兵大隊的其中一員空襲威克島，隔月4日則參與轟炸馬庫斯島的行動。在這些轟炸任務結束後，企業號返回珍珠港並在4月中旬的期間與大黃蜂號航空母艦會合。兩艘航母隨後都駛向南方，但皆來不及參與珊瑚海海戰。企業號、大黃蜂號和它們的姊妹艦約克鎮號航空母艦之後都被徵召參加中途島海戰。

### 中途島海戰
1942年6月4日早晨，在收到多架PBY卡特琳娜水上飛機的報告後，企業號在當天7時06分開始允許其戰機群升降。然而各中隊皆分道揚鑣，並相繼獨自遇到日軍的戰機，只有俯衝轟炸機群集中在一起，且在早上9時55分與日軍戰機交戰。10時22分，企業號的俯衝轟炸機群開始攻擊其中兩艘日本的航空母艦，分別是赤城號和加賀號。

#### 重創赤城號

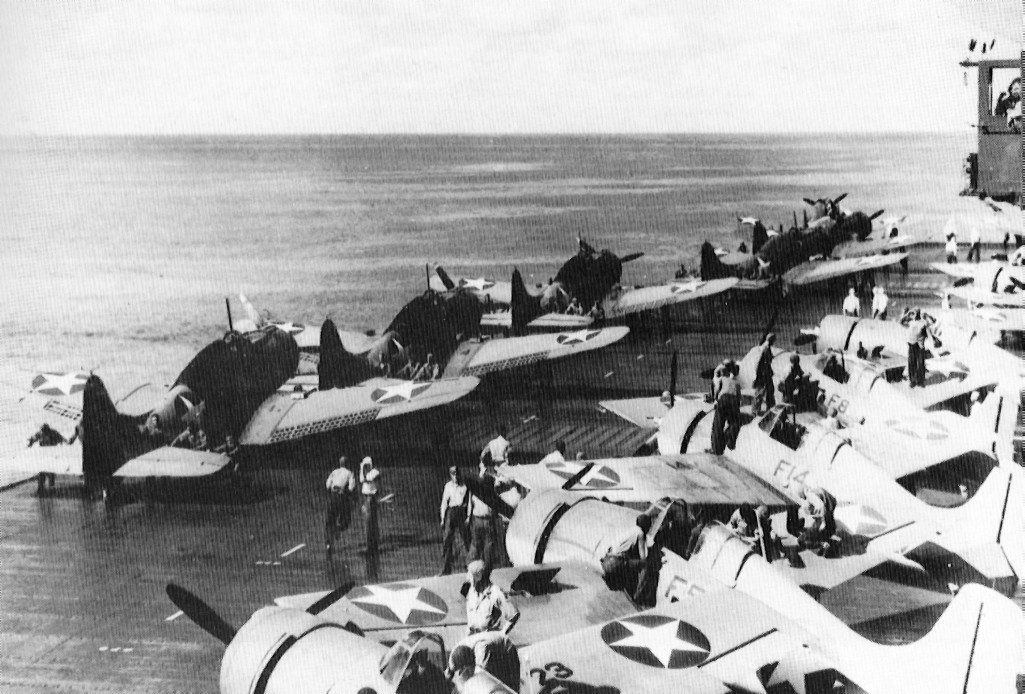
1942年5月15日企業號的飛行甲版，圖中左邊第一架SBD無畏式俯衝轟炸機便是貝斯特（B-1）或VS-6指揮官（S-1）的戰機

在那時候，美軍的攻勢極度混亂，所有34架SBD無畏式俯衝轟炸機都集中火力在加賀號上，而無人攻擊赤城號。貝斯特上尉注意到這一點後與其兩架僚機分頭行動，獨自一人向赤城號展開攻擊。
10時26分，貝斯特所屬中隊中有三架SBD無畏式俯衝轟炸機向赤城號發起進攻。埃德溫·約翰·克羅格中尉（Edwin John Kroeger）在此期間投下第一枚炸彈，但未能命中；第二枚炸彈由弗雷德里克·托馬斯·韋伯少尉投下，落在赤城船尾附近的海面上，令其尾舵發生故障。最後一枚炸彈由貝斯特親自投下，擊穿飛行甲板並在停有19架九七式艦上攻擊機的上機庫中間爆炸。這炸彈導致赤城號發生大火，雖然正午時火勢一度受控，但此後船艦的情況持續惡化。晚上7時20分時，赤城號艦長青木泰二郎海軍大佐下令棄艦，並在隔天凌晨5時20分被以擊沉處分沉沒。

#### 重創飛龍號
6月4日的晚些時候，貝斯特可能參與了對最後剩下的日本航母飛龍號的攻擊，並被認為是投下其中一枚命中該艦的炸彈的飛行員。另一個可信性較高且新的來源指出1942年6月4日當天，貝斯特的槍炮手詹姆斯·法蘭西斯·莫瑞（James Francis Murray）「看到他們的炸彈投在船中間的上層建築上，並有火光在濃煙中閃出」，他同時也相信貝斯特是首位在一天之內成功炸毀兩艘日本航母的美國飛行員。戰鬥結束後，貝斯特獲授海軍十字勳章和傑出飛行十字勳章。在他於2001年逝世後，海軍上將托馬斯·辛曼·莫爾和海軍中將威廉·D·豪瑟為了表彰其非凡成就，曾嘗試向美國海軍薦舉貝斯特，希望海軍追授他榮譽勳章，但未能成功。

### 因傷退役
在貝斯特降落回企業號後，他開始咳血。在接下來的一天內，他的咳血持續不斷，且病情嚴重，體溫達到39度（華氏為103度），因此被緊急送進珍珠港醫院。回到珍珠港後，他接受航空軍醫的檢查，經診斷後證實其患上結核病。原因是在6月4日早上的飛行，中隊的飛行高度達到兩萬英尺，因此貝斯特下令將高度降低到15,000英尺。在此期間，他座駕的二氧化碳過濾器因任務時間過長的關係而過熱，而過濾器中用於去除二氧化碳的物質是高腐蝕性的氫氧化鈉。如果過濾器出現過熱的情況，飛行員便有可能經過呼吸面罩吸入氫氧化鈉煙霧。過去的某個時候，貝斯特患上了潛伏性結核病，而這個疾病已經以非活性狀態在肺部存在了很多年。這次吸入的腐蝕性煙霧致使他患上吸入性肺炎，並腐蝕掉了結核性肉芽腫，使該非活性有機體轉化成活性的形式，從而導致貝斯特的潛伏性結核感染發展為結核病。
貝斯特之後從珍珠港醫院轉移至科羅拉多州奧羅拉的菲茨西蒙斯陸軍醫院，並在那裡接受肺結核的適當治療。貝斯特在1943年9月出院，並在1944年以100%殘障率從美國海軍退役。

## 平民生活（1944年–2001年）
貝斯特從美國海軍退役後便移居至加利福尼亞州聖塔莫尼卡，之後亦在那裡渡過餘生。他出院後在道格拉斯飛行器公司的一個小型研究部門工作，該部門隨後1948年12月被蘭德公司收購，貝斯特遂成為蘭德公司的職員，並在1975年3月以資訊安全部部長的身份退休。2001年10月28日，貝斯特逝世，終年91歲，安葬在阿靈頓國家公墓。他與妻子育有兩個孩子，分別是女兒芭芭拉·安·盧埃林（Barbara Ann Llewellyn）和兒子理查·海爾賽·貝斯特二世（Richard Halsey Best II）。

## 流行文化
在2019年電影《決戰中途島》中，貝斯特為該作的主角，並由英國演員艾德·斯克林演出。